# Kangana Ranautová
Kangana Ranautová (* 23. března 1987 Bhambla, Himáčalpradéš) je indická filmová herečka a celebrita Bollywoodu.
Pochází ze středostavovské venkovské rodiny, otec je obchodník a matka učitelka. Na přání rodiny měla studovat medicínu, na školu však nebyla přijata, živila se v Dillí jako modelka a herečka v divadelní společnosti předního indického režiséra Arvinda Gaura. V roce 2006 debutovala rolí ve filmu Gangster. Podle jejích vzpomínek byly pro ni začátky u filmu těžké, protože ji rodiče odmítli finančně podporovat a kolegové ji přehlíželi kvůli tomu, že neuměla dobře anglicky. Úspěch jí přinesl až film ze zákulisí modelingu Fashion, za který obdržela roku 2009 Národní filmovou cenu pro nejlepší herečku ve vedlejší roli. Roku 2014 získala Národní filmovou cenu za hlavní roli ve filmu Queen. Je také držitelkou tří cen Filmfare Awards a tří cen IIFA Awards. V roce 2014 absolvovala kurz scenáristiky na New York Film Academy.
Je známá svými výroky v médiích, v nichž otevřeně kritizuje poměry ve filmovém průmyslu a postavení žen v indické společnosti. Je věřící hinduistkou a vyznává vegetariánský styl života.

## Filmografie
- Gangster (2006)
- Life in a... Metro (2007)
- Fashion (2008)
- Raaz: The Mystery Continues (2009)
- Once Upon a Time in Mumbaai (2010)
- Tanu Weds Manu (2011)
- Krrish 3 (2013)
- Shootout at Wadala (2013)
- Queen (2014)
- Revolver Rani (2014)
- Tanu Weds Manu Returns (2015)